# Batik Air

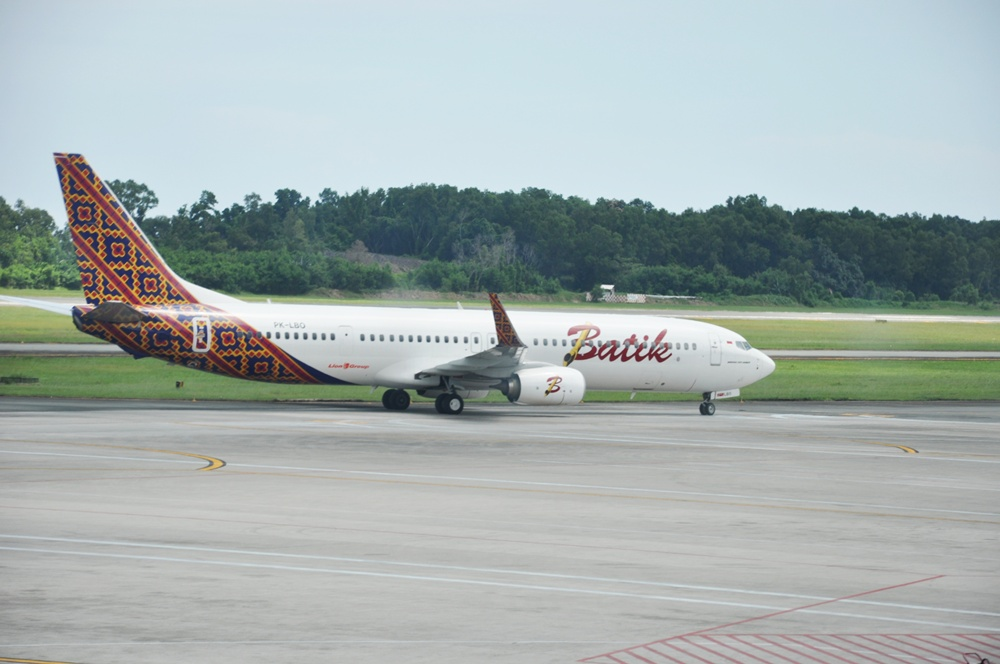
Boeing 737-900ER авиакомпании Batik Air в международном аэропорту Сукарно-Хатта (Джакарта), 2014 год

Batik Air — индонезийская авиакомпания со штаб-квартирой в Джакарте, работающая в сфере регулярных пассажирских перевозок между аэропортами внутри страны и за её пределами. Является дочерним предприятием бюджетной авиакомпании Lion Air.

## История
Batik Air была образована крупнейшей частной авиакомпанией Индонезии Lion Air в марте 2013 года и начала операционную деятельность 3 мая того же года с выполнения рейсов на арендованных у Lion Air самолётах Boeing 737-900ER. Салоны этих лайнеров были преобразованы из бюджетной одноклассной в двуклассную компоновку, каждое пассажирское кресло при этом было оборудовано персональным монитором системы развлечения в полёте. Расстояние между креслами составляет 81 сантиметр в экономическом и 114 сантиметров — в бизнес-классе. В полёте пассажирам предлагаются бесплатные лёгкие закуски и напитки. Норма бесплатного провоза багажа: 20 килограмм для экономического и 30 килограмм для бизнес-класса.
В середине 2012 года Lion Air заключила соглашение с корпорацией Boeing на поставку новых пяти лайнеров Boeing 787 Dreamliner в интересах создаваемой авиакомпании Batik Air. Начало поставок было запланировано на 2015 год, однако позднее Lion Air аннулировала данный контракт в связи с временным пересмотром схемы дальнемагистральных перевозок своей дочерней компании.

## Маршрутная сеть
Маршрутная сеть регулярных перевозок авиакомпании Batik Air охватывает следующие аэропорты:
Индонезия
- Ява

- Бандунг — международный аэропорт имени Хусейна Састранегары
- Джакарта — Международный аэропорт имени Халима Перданакусумы
- Джакарта — международный аэропорт Сукарно-Хатта
- Маланг — аэропорт имени Абдула Рачмана Салеха
- Семаранг — международный аэропорт имени Ахмада Яни
- Соло — международный аэропорт имени Адисумармо
- Сурабая — международный аэропорт имени Джуанды
- Джокьякарта — международный аэропорт Джокьякарта

- Малые Зондские острова

- Матарам — международный аэропорт Ломбок
- Купанг — аэропорт имени эль-Тари

- Сулавеси

- Горонтало — аэропорт имени Джалалуддина
- Макасар — международный аэропорт имени Султана Хасануддина
- Манадо — международный аэропорт имени Сама Ратуланги
- Палу — аэропорт Мутиара

- Суматра

- Банда-Ачех — международный аэропорт имени султана Искандара Муды
- Батам — международный аэропорт имени Ханга Надима
- Бенкулу — аэропорт имени Фатмавати Сукарно
- Джамби — Аэропорт имени Султана Тхахи
- Медан — международный аэропорт Куаланаму
- Паданг — международный аэропорт Минангкабау
- Палембанг — международный аэропорт имени султана Махмуда Бадаруддина II
- Пеканбару — международный аэропорт имени султана Шарифа Касима II

- Индонезийский Калимантан

- Баликпапан — аэропорт имени султана Аджи Мухамада Сулеймана
- Банджармасин — аэропорт имени Сиамсудина Нура
- Понтианак — аэропорт Супадио
- Таракан — международный аэропорт Джувата

- Малуку

- Амбон — аэропорт Паттимура
- Тернате — аэропорт Бабуллах

- Папуа

- Джаяпура — аэропорт Сентани

Сингапур
- Сингапур — аэропорт Чанги

## Флот
В августе 2021 года флот Batik Air состоял из 79 самолётов, средний возраст которых 5,5 лет:
| Тип самолёта     | В эксплуатации | Заказано | Пассажирских мест | Пассажирских мест | Пассажирских мест |  |  |
| Тип самолёта     | В эксплуатации | Заказано | J                 | Y                 | Всего             |  |  |
| Airbus A320-200  | 44             | —        | 12                | 144               | 156               |  |  |
| Airbus A320neo   | 1              | 1        | 12                | 144               | 156               |  |  |
| Airbus A330-300  | 3              | —        | 18                | 374               | 392               |  |  |
| Boeing 737-800   | 25             | 1        | 12                | 150               | 162               |  |  |
| Boeing 737-900ER | 6              | —        | 12                | 168               | 180               |  |  |
| Всего            | 79             | 2        |                   |                   |                   |  |  |

## Ограничения в полётах
С 2013 года Batik Air внесена Европейским союзом в список авиакомпаний, самолётам которых запрещено использовать воздушное пространство ЕС.

## Авиакатастрофы и происшествия
- 6 ноября 2015 года. У самолёта Boeing 737-9GP(ER) (регистрационный PK-LBO), выполнявшего регулярный рейс 6380, при совершении посадки в международном аэропорту имени Адисукипто (Джокьякарта) сложилась передняя стойка шасси. О пострадавших не сообщалось.